# Tratado de Niš (1739)
O Tratado de Niš foi um tratado de paz assinado em 3 de outubro de 1739 em Niš (atual Sérvia do Sul), pelo Império Otomano e o Império Russo, para acabar com a Guerra Russo-Turca de 1735-1739. Os russos desistiram de sua reivindicação sobre a Crimeia e a Moldávia, mas foram autorizados a construir um porto em Azov, embora sem fortificações e sem o direito de ter uma frota no Mar Negro. A guerra foi o resultado de um esforço russo para ganhar Azov e a Crimeia como um primeiro passo para dominar o Mar Negro.  A monarquia dos Habsburgos entrou na guerra em 1737 do lado russo, mas foi forçada a fazer a paz com os otomanos no Tratado separado de Belgrado, rendendo o norte da Sérvia, o norte da Bósnia e a Oltênia (o Banat de Craiova), e permitindo que os otomanos resistissem ao avanço russo em direção a Constantinopla. Em troca, o sultão reconheceu o imperador dos Habsburgos como o protetor oficial de todos os súditos cristãos otomanos, uma posição também reivindicada pela Rússia. O tratado de paz austríaco, juntamente com a ameaça iminente de invasão sueca, obrigou a Rússia a aceitar a paz em Niš.